# Martin Cseh
Martin Cseh  (* 22. August 1988 in Trenčín) ist ein slowakischer Fußballspieler.
Cseh begann mit dem Fußballspielen in der Jugendmannschaft von ŠK Slovan Bratislava, wechselte dort 2007 in die Herrenmannschaft und 2009 zum tschechischen Erstligisten Bohemians 1905 Prag. Er spielt dort in der Abwehr. In den Jahren 2009 und 2010 bestritt er sechs Länderspiele für die slowakische U-21-Fußballnationalmannschaft.